# Ochthoeca rufipectoralis
Ochthoeca rufipectoralis là một loài chim trong họ Tyrannidae.